# Сеньдега
Сеньдега — река в Костромской области России, протекает по территории Костромского и Красносельского районов. Устье реки находится в 5,8 км по левому берегу реки Покши. Длина реки составляет 29 км, площадь водосборного бассейна — 184 км². Крупные населённые пункты на реке — посёлки Никольское и Караваево.
Приток:
- 7,4 км: река Теткиш (лв)

## Этимология
Александр Константинович Матвеев в своей незаконченной работе «Субстратная топонимия Русского Севера. IV. Топонимия мерянского типа» выделял в названии реки финно-угорское окончание -га.

## Экология
На расстоянии 0,4–0,5 км о русла реки расположена Семёнковская свалка, оказывающая значительное негативное влияние на окружающую среду. Проведённые в 2006 году изыскания выявили загрязнение поверхностных вод реки.

## Данные водного реестра
По данным государственного водного реестра России относится к Верхневолжскому бассейновому округу, водохозяйственный участок реки — Волга от города Кострома до Горьковского гидроузла (Горьковское водохранилище), без реки Унжа, речной подбассейн реки — Волга ниже Рыбинского водохранилища до впадения Оки. Речной бассейн реки — (Верхняя) Волга до Куйбышевского водохранилища (без бассейна Оки).
Код объекта в государственном водном реестре — 08010300412110000013292.